# Eternament jove
Eternament jove (títol original: Forever Young) és una pel·lícula estatunidenca dirigida per Steve Miner i estrenada l'any 1993. Ha estat doblada al català.

## Argument
El 1939, als Estats Units el capità Daniel McCormick, pilot de proves de l'exèrcit de l'aire, prova prototips de bombarders. Quan la seva promesa Helen cau en coma després d'un accident, les metgesses no li donen cap possibilitat de sortir-se'n, contacta el seu amic Harry Finley, que treballa en una experiència de criogenització, el « projecte B ». McCormick es presenta voluntari per l'experimentació humana amb la finalitat d'escapar al dolor de veure Helen morir davant d'ell. Després d'un accident, hiberna mig segle. El 1992, mentre dos joves juguen en un vell magatzem militar a punt de ser demolit, descobreixen la cambra de criogenització i, prenent-lo per un submarí en miniatura, comencen a divertir-se amb, provocant el despertar de McCormick. Es llança sobre la pista de Helen. Però ho ha de fer ràpidament perquè els efectes del temps el transformen en ancià.

## Repartiment
- Mel Gibson: el capità Daniel McCormick
- Jamie Lee Curtis: Clara Cooper
- Elijah Wood: Nat Cooper, el fils de Clara
- Isabel Glasser: Helen, la promesa de Daniel
- George Wendt: Harry Finley, el millor amic de Daniel
- Joe Morton: Cameron, el científic de l'exèrcit
- Nicolas Surovy: John, el metge, amic de Clara
- David Marshall Grant: el tinent-coronel Wilcox
- Robert Hy Gorman: Felix, un amic de Nat
- Millie Slavin: Susan Finley
- Michael A. Goorjian: Steven
- Art LaFleur: el pare d'Alice
- Eric Pierpoint: Fred
- Karla Tamburrelli: Blanca Finley

## Crítica
- "Correcta i continguda comèdia romàntica, fantàstica i molt tendra. Fins a dona pudor dir-ho, però el pastís funciona. Convincent repartiment"[3]